# Varia jamoerensis
Varia jamoerensis é uma espécie de peixe da família Terapontidae.
É endémica da Indonésia.
Os seus habitats naturais são: lagos de água doce.